# Takashi Irie (lutte)
Pour les articles homonymes, voir Takashi Irie.
Takashi Irie (né le 10 mai 1958 dans la préfecture d'Ibaraki) est un lutteur japonais, spécialiste de lutte libre, catégorie super mouche.
Il remporte la médaille d'argent aux Jeux olympiques d'été de 1984.